# Hirnyk Kryvyi Rih
Maillots
Le Futbolny Klub Hirnyk Kryvyi Rih (en ukrainien : Футбольний Клуб Гірник Кривий Ріг), plus couramment abrégé en Hirnyk Kryvyi Rih, est un club ukrainien de football fondé en 1925 et basé dans la ville de Kryvy Rih.
Il fait partie du Club sportif Hirnyk qui comprend aussi d'autres sections sportives. Le propriétaire est le combinat minier KZRK, la principale compagnie minière en Ukraine.

## Histoire
Entre 2014 et 2016, il participe au championnat de seconde division.

## Personnalités du club

### Présidents du club
- Konstantin Karamanits

### Entraîneurs du club
- Youri Moukane
- Sergueï Pintchouk